# حيدر مردم بك
حيدر مردم بك (1894-1981)، دبلوماسي سوري من مدينة دمشق، كان محافظاً على منطقة الجزيرة ثم على سهل حوران، عين وزيراً مفوضاً للجمهورية السورية في كل من السعودية والعراق قبل قيام الوحدة مع مصر عام 1958. وفي سنوات الحكم الفيصلي (1918-1920) كان كاتباً في بلاط الأمير فيصل بن الحسين.

## البداية
ولِد حيدر مردم بك في دمشق لعائلة من آل مردم بك ودَرس في مدرسة مكتب عنبر ثم في الجامعة السورية، حيث حصل على شهادة في الحقوق، قبل التحاقه بجامعة السوربون في باريس، لينال شهادة دكتوراه في القانون الروماني. كان والده سامي باشا مردم بك أحد الأعيان الدمشقيين في الدولة العثمانية الذي انتخب نائباً عن مدينته في مجلس المبعوثان (البرلمان العثماني) عام 1914.

## كاتباً في البلاط الملكي في عهد فيصل الأول
في أيلول 1918 ومع نهايات الحرب العالمية الأولى، انسحب الجيش العثماني عن دمشق وأُعلن تأسيس أول حكومة عربية في المدينة، تحت راية الشريف حسين بن علي، أمير مكة المكرمة وقائد الثورة العربية ضد العثمانيين. بعدها بأيام، دخل الأمير فيصل بن الحسين دمشق يوم 3 تشرين الأول 1918، معلناً تحريرها بالكامل من الحكم العثماني. بايعه أهالي دمشق وأعيانها حاكماً عليهم، وكان من بينهم سامي مردم بك وابنه حيدر والكثير من أفراد الأسرة المردمية. تعاون الأمير فيصل مع شباب المدينة، وتحديداً مع أبناء الأسر العريقة، فقام بتعين الشيخ تاج الدين الحسني، نجل كبير علماء دمشق الشيخ بدر الدين الحسني، أميناً عاماً على قصره، واختار جميل مردم بك، خريج معهد العلوم السياسية في باريس، مترجماً خاصاً له. كان حيدر مردم بك يعمل يومها في المكتب الفني للمواصلات العسكرية بدمشق، ووقع اختيار فيصل عليه ليكون كاتباً في البلاط الملكي.
لازم مردم بك الأمير فيصل في قصره المُطل على العاصمة السورية من مطلع 1919 وحتى صيف عام 1920، وكان شاهداً على كل المباحثات السّياسية التي تمت بينه وبين الحكومة الفرنسية، التي أرادت فرض نظام الانتداب على سورية، تماشياً مع اتفاقية سايكس بيكو. شارك حيدر مردم بك بمراسيم تتويج الأمير فيصل ملكاً على البلاد يوم 8 آذار 1920، قبل أشهر معدودة من سقوط العهد برمته في إثر معركة ميسلون في شهر تموز من العام نفسه. هُزم الجيش السوري يومها وخُلع فيصل الأول عن عرش الشام، فخرج إلى فلسطين ثم إلى بريطانيا، شاكياً تعامل الفرنسيين معه. رفض مردم بك مرافقة الملك المخلوع وفضّل التوجه إلى فرنسا لإكمال دراسته العليا في جامعة السوربون.

## محافظاً للجزيرة في زمن الاحتلال الفرنسي
بعد تخرجه وعودته إلى سورية، عين أميناً للسر في أمانة العاصمة عام 1929 وبعدها بأشهر قليلة، قائم مقام معرة النعمان، جنوبي إدلب، بتكليف من صديقه القديم الشيخ تاج الدين الحسني، الذي كان يومها رئيساً للحكومة السورية. بعد وصول الكتلة الوطنية إلى الحكم نهاية عام 1936، عُين محافظاً على منطقة الجزيرة، في عهد الرئيس هاشم الأتاسي. ولكنه استقال من منصبه في صيف عام 1939، بعد استقالة الرئيس الأتاسي اعتراضاً على سلخ لواء إسكندرون وضمه إلى تركيا لضمان حيادها في الحرب العالمية المقبلة، التي اندلعت نيرانها في أيلول 1939. عاد إلى العمل الحكومي مع عودة الكتلة الوطنية إلى الحكم عام 1943، وعُين محافظاً على سهل حوران من قبل الرئيس شكري القوتلي وظلّ في هذا المنصب حتى جلاء القوات الفرنسية عن سورية في نيسان 1946.

## وزيراً مفوضاً في السعودية ثم في العراق
أحب الرئيس القوتلي حيدر مردم بك ووثق به كثيراً، فقام بتعيينه وزيراً مفوضاً إلى المملكة العربية السعودية عام 1947. كانت العلاقات السورية السعودية في أفضل مراحلها يومئذ، بسبب الصداقة الشخصية المتينة التي جمعت بين القوتلي والملك عبد العزيز آل سعود. لعِب حيدر مردم بك دوراً محورياً في تطوير تلك العلاقة، وكان صلة الوصل بين دمشق والرياض خلال حرب فلسطين الأولى. نظراً لقربه من شكري القوتلي، أُقيل من منصبه في آذار 1949، بأمر من قائد الانقلاب الأول الزعيم حسني الزعيم. ولكنه عاد إلى العمل في وزارة الخارجية بعد عودة الحكم المدني للبلاد، وعين وزيراً مفوضاً في بغداد يوم 11 حزيران 1951، بتكليف من الرئيس هاشم الأتاسي. حافظ على منصبه حتى قيام جمهورية الوحدة مع مصر عام 1958.
تقاعد بعدها من الشأن العام، وتوفي في دمشق عن عمر ناهز 87 عام 1981.